# Batalla de Krasnoi
La batalla de Krasnoi (Krasni) (15 hasta 18 de noviembre de 1812) fue una serie de escaramuzas armadas en la etapa final de la retirada de Napoleón de Moscú. Los rusos al mando del general Mijaíl Kutúzov infligieron grandes pérdidas a los restos de la Grande Armée. A falta de artillería, suficiente caballería, y los suministros para la batalla, el objetivo de Napoleón en Krasnoi era reunir a sus tropas dispersas y reanudar su retirada. A pesar de la enorme superioridad de sus fuerzas, Kutúzov se abstuvo de lanzar una ofensiva a gran escala durante los primeros cuatro días de combate.
El clímax de la batalla se produjo el 17 de noviembre, cuando una finta agresiva por parte de la Guardia Imperial indujo a Kutúzov a retrasar un potencialmente decisivo ataque ruso. Napoleón fue así capaz de retirar parte de sus tropas antes de que los rusos tomaran Krasnoi.
A pesar del éxito de Napoleón en el ahorro de parte de su ejército de la destrucción a Krasnoi, en general el encuentro fue desastroso para los franceses. Durante los cuatro días de combate los comandantes subordinados de Napoleón sufrieron graves derrotas en las acciones individuales, y un gran número de rezagados franceses fueron capturados por los rusos. La Grande Armée se vio obligada también a abandonar gran parte de su artillería restante y el tren de equipaje.

## Napoleón se retira de Smolensk
Después de salir de Moscú el 18 de octubre con 100.000 soldados listos para el combate pero sin provisiones, el objetivo estratégico de Napoleón fue acuartelar a su ejército para pasar el invierno en la estación de provisiones francesa más cercana, que estaba en Smolensk, a 270 kilómetros al oeste. Durante la marcha de tres semanas a Smolensk, sin embargo, la Grande Armée fue devastada por una combinación de factores: el hambre, la desmoralización, la falta de la disciplina de las tropas, una pérdida incapacitante de caballos y suministros básicos, los ataques del ejército ruso y el acoso constante por cosacos irregulares y partisanos.
La condición de la Grande Armée se deterioró aún más por las temperaturas bajo cero en las dos primeras semanas de noviembre (véase " General Invierno ").

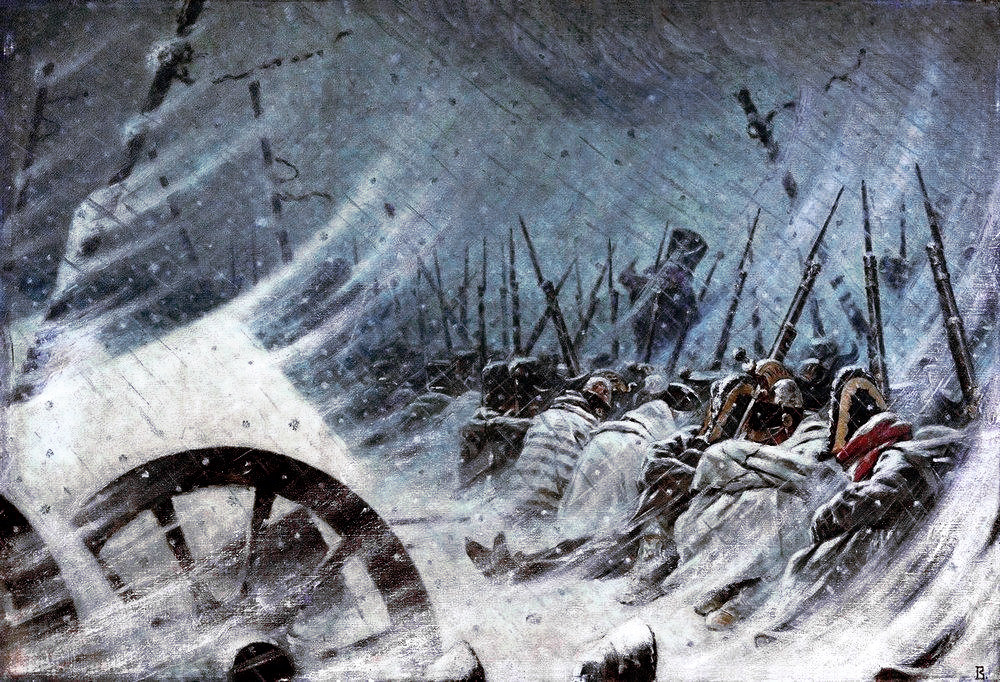
The Grande Armée devastada por los elementos.